# جحظه برمکی
احمد بن جعفر برمکی لقب‌گرفته به جَحظه (۸۳۹م-۹۳۵م) (نسب: ابوالحسن احمد بن جعفر بن موسی بن یحیی بن خالد بن برمک) شاعر و ادیب عربی، تنبور-نواز و خواننده برمکی بود. 
در دوران معتضد و مقتدر می‌زیست و گزارشگر معتبر اخبار نغمه‌سرایان دوران نخست عباسی بود. عبدالله بن معتز از برای زشت‌رویی و چشمان از حدقه بیرون زده‌اش، او را جحظه نامید و این لقب، شهرت او شد.
او مورد تأیید گذشته نگارها و نویسندگانی چون ابن خلکان که استعداد و استادی او را در رشته‌های گوناگون و هنرها؛ ابن ندیم که شعر و خوانندگی و تحصیلات هنری او را؛ و خطیب بغدادی که او نیز خوانندگی جحظه را ستوده است، می‌باشد.

## آثار
ابن ندیم هفت اثر از جحظه بر شمرده است که نشان دهنده گوناگونی و گستردگی موضوعات و فنونی دارد که او در آن‌ها چیرگی داشته‌است . این کتاب‌ها بر این پایه اند:
- الطبیخ
- فضائل السِّکباج
- المشاهدات
- ماشاهده من امرالمعتمد
- الندیم
- الطُنْبوریین: سرگذشت تنبور نوازان
- دیوان شعر